# 박은지 (정치인)
박은지(朴恩智, 1979년 1월 23일 ~ 2014년 3월 8일)는 대한민국의 정치인이다. 진보신당 대변인과 노동당 부대표를 역임했다. 2012년 총선에 출마했으나 낙선했다. 2014년 3월 8일 자택에서 스스로 목숨을 끊었다. 향년 36세

## 활동

### 정당활동 이전
고려대학교 사범대학 국어교육과를 나온 후 학원 강사를 하다가 서울 국사봉중학교에 기간제 교사로 채용됐다. 1년 계약직이었지만 6개월만에 임신을 이유로 해고됐다. 다시 학원 강사 일로 돌아갔다.

### 정당 활동
2008년 진보신당 공채에 지원해 정치에 입문했다. 최저임금 수준의 임금을 받으며 학원 강사 시절 모아둔 돈을 사용하며 생활했다.
진보신당에서 언론국장, 부대변인, 대변인 등을 지내며 당의 이름을 알리기 위해 노력했다. 2012년 총선에서는 진보신당 비례대표 후보 7번(1번 김순자, 2번 홍세화, 3번 이명희, 4번 정진우, 5번 장혜옥, 6번 티코노프 블라디미르(박노자), 7번 박은지)으로 출마하였으나 득표율 1.13%를 기록하면서 낙선했다.
노동당에서 박은지는 주로 홍보 분야에 주력했다. 박은지의 지인은 그의 노력에 대해 "대변인 시절 기자들에게 문자 폭탄을 돌렸다"고 전했다. 이 외에도 당 대변인 자격으로 언론에 글을 기고하거나 방송에 출연해 발언하기도 했다. 민족 해방(NL) 계열 운동권에 비판적인 노동당의 정치 성향 때문에 통합진보당 부정 경선 사건 등에 관한 발언을 자주 했다.
총선 이후인 2012년 8월부터 2013년 12월까지 한윤형, 김민하 등 당원들과 함께 팟캐스트 방송을 진행했다,
진보신당이 노동당으로 재편된 이후에도 당 부대표, 대변인으로 활동했다. 대변인직은 2014년 1월 사임했다.
같은해 3월 8일 우울증 등의 이유로 스스로 세상을 떠났다.

## 사망
2014년 3월 8일, 9살 아들이 자택에서 사망한 박은지를 발견했으며, 사인은 자살로 추정되었으나 유서는 없었다. 박은지가 죽기 전 공식 석상에서 마지막으로 남긴 말은 대변인직 사임의 변이다. 언론인들에게 보내는 편지 형식의 이 글에서 박은지는 "노동당에게 기자님 한 명의 조그마한 관심이 절실하다"며 "지금은 작은 원외정당이지만 노동당이 갖고 있는 무한한 가능성을 믿고 작은 관심이라도 기울여주시기 바란다"라고 썼다.
초창기부터 박은지와 함께 활동한 김종철 前 진보신당 부대표는 박은지가 아직 사망하기 며칠 전에도 만난 바가 있었다고 3월 13일 국민TV 인터뷰에서 밝혔다. 인터뷰에서 김종철은 박은지가 "주변 한두 사람들에게 굉장히 우울한 문자를 보냈다", "심리 상태가 안좋았다"며 죽음의 배경을 설명했다. 인터뷰어였던 시사평론가 김용민은 박은지의 생애에 대해 "장애인 아버지, 기간제 교사, 싱글 맘, 여성 가장 그리고 소수 정당 정당인, 박은지 부대표의 삶은 말 그대로 노동당이 옹호하고자 하는 분들과 많이 중첩된다"고 평했다.
영결식에서 이용길 노동당 대표는 "우리는 고인에게 많은 빚을 졌다. 그가 남긴 꿈과 이상이 이제 우리 어깨 위에 놓였다. 노동자 민중과 언제나 함께 하면서 진보정치의 앞길을 밝히려던 고인의 뜻을 이어가자"라고 말했다.
박경석 전국장애인차별철폐연대 대표는 "고인을 먼저 보내는 터질 것 같은 아픔을 어찌해야 할지 모르겠다. 떠날 때가 아니라 투쟁할 때인데"라며 "장애인의 권리와 숨겨진 노동의 가치를 외치던 당당한 동지의 목소리를 잊지 못한다"라고 말했다.
한때 당 동료였던 노회찬, 심상정도 박은지의 죽음에 한마디를 남겼다. 노회찬 전 정의당 대표는 트위터에 "세계 여성의 날이라고 장미 한송이 보냈는데 오늘 새벽 그대 떠났네"라는 말을 남겼고, 심상정도 "청천벽력같은 소식에 무어라 할 말을 찾지 못하겠구려.."라며 안타까움을 표시했다.

## 가족 관계
가족으로는 부모와 동생, 아들이 있다. 부친 박덕경은 장애인 인권운동가로 한나라당 3선 서울시의원을 지냈다. 박덕경은 장애인으로서는 최초로 지역구 후보로 당선된 서울시의원이었으나 2010년 지방선거에서 낙선했다.

## 약력
- 서울 출생
- 서울지역 사범대학학생회협의회 의장
- 전국학생연대회의 집행위원장
- 고려대학교 국어교육과 졸업
- 서울 국사봉중학교 교사
- 2008년 대한민국 제18대 국회의원 선거 동작을 김종철 후보 수행비서
- 진보신당 서울 동작당협 부위원장
- 진보신당 언론국장, 부대변인 대변인
- 2012년 19대 총선 진보신당 비례대표 7번 후보
- 노동당 부대표, 대변인

## 같이 보기
- 노회찬